# معهد الدراسات الإسماعيلية
معهد الدراسات الإسماعيلية هو معهد أبحاث مقره في لندن، أسسها آغا خان الرابع الإمام التاسع والأربعين للإسماعيليين النزاريين.
تنص أهدافها المعلنة على الترويج للدراسة في تاريخ المسلمين مع إشارة خاصة للفرق الباطنية في الإسلام، بما في ذلك الشيعة عموما والإسماعيلية خصوصا.